# Culinária de Essuatíni
A culinária de Essuatíni é em grande parte determinada pelas estações do ano e a região geográfica. Alimentos básicos na Essuatíni incluem o sorgo e o milho, muitas vezes servido com carne de cabra, um muito popular animal lá. O setor agropecuário depende principalmente de cana-de-açúcar, tabaco, arroz, milho, amendoim, e a exportação de carne de cabra e de carne bovina. Muitos Suazis são agricultores de subsistência que suplementam a sua dieta com alimentos comprados nos mercados. 
Água doce e importações de nações costeiras também são parte da culinária de Essuatíni . Alguns mercados locais e barracas de comida tradicionais vendem ensopado de carne, farinha de milho e milho assado.

## Alimentos tradicionais
Sishwala
Mingau grosso servido normalmente com carne ou legumes
Incwancwa
Mingau azedo fermentado feito de farinha de milho
Sitfubi
Doce de leite cozido e misturado com farinha de milho
Siphuphe setindlubu
Mingau feito de purê de amendoim
Emasi etinkhobe temmbila
Milho moído misturado com leite azedo
Emasi emabele
Sorgo moído misturado com leite azedo
Sidvudvu
Mingau de abóbora misturado com farinha de milho
Umncweba
Carne seca e crua (biltong)
Siphuphe semabhontjisi
Mingau grosso feito de purê de feijão
Tinkhobe
Milho integral cozido
Umbidvo wetintsanga
Folhas de abóbora cozidas misturadas com nozes moídas
Emahewu
refeição bebida feita a partir da fermentação de mingau fino
Umcombotsi 